# Гетеборзький художній музей
Гетеборзький художній музей (швед. Göteborgs konstmuseum) — художній музей у місті Гетеборзі, Швеція.
У музеї широко представлено скандинавське мистецтво 80 і 90 років XIX століття, але його колекції також охоплюють твори мистецтво з Європи і Америки з початку XV ст. століття до наших днів.
За кількістю творів мистецтва (70 000 картин, скульптур, малюнків і т.ін.), Гетеборзький художній музей є третім художнім музеєм Швеції після Національного музею і Музею сучасного мистецтва в Стокгольмі.

## Колекції музею
Гетеборзький художній музей має у своєму розпорядженні значні колекції живопису, де в основному представлено скандинавське мистецтво на зламі XIX і XX століть. Колекція творів мистецтва Понтуса і Гетільди Фюрстенберґ переважно представлена в так званій галереї Фюрстенберґ.
Колекції творів мистецтва Гетеборзького музею були розширені шляхом пожертвувань, зокрема, Гетеборзька мистецька асоціація пожертвувала 30 картин, а 1876 року оптовий торговець Бенгт Ерланд Дальґрен подарував кілька картин і 250 000 шведських крон для покупки творів мистецтва. 1902 року колекція творів мистецтва Понтуса і Гетільди Фюрстенберг була передана в дар музею. Судновласник Вернер Лундквіст пожертвував, серед іншого, твори шведського мистецтва XVIII ст. 1921 року бізнесмен Ґустав Вернер подарував музею «Лицаря із соколом» Рембрандта, а потім ще кілька робіт.
У музеї, серед іншого, представлена видатна колекція скульптур Пера Ґассельберґа.
1950 року колекції музею складалися з 1 614 картин олією, 484 скульптур, 2 006 малюнків від руки і 20 000 графічних аркушів на суму 20 мільйонів шведських крон. Близько 500 творів мистецтва, 1/4 всієї колекції, були використані для прикраси лікарень, шкіл, експедиційних кімнат, поліцейських дільниць і багато чого іншого. Кількість відвідувачів становила 100 000 на рік.
2016 року колекція включала 900 скульптур, 3 000 картин, 10 000 малюнків і акварелей і 50 000 графічних аркушів, а також близько 900 фотографій та майже 2 300 ілюстрацій дитячих книг.

### Зал скульптури
У залі скульптури довгий час перебували майже одні й ті ж скульптури, у тому числі «Голова індіанця» з оніксу Карла Миллеса. Серед інших старих робіт — скульптура «Інґеборґа» шведсько-данського скульптора Ґергарда Ґеннінґа, «Бронзовий вершник» Маріно Маріні і «Сімейна група» Генрі Мура. Нові поповнення включають «Секунди в екстазі» Кайси фон Цейпель та «Белга IV» Ульфа Роллофа.

### Галерея Сергеля
У галереї Сергеля зберігаються скульптури, погруддя і медальйони роботи Югана Тобіаса Сергеля, одного з видатних шведських скульпторів XVIII ст.

### Європейське мистецтво з XV по XVII століття
На початку цього періоду у творах мистецтва переважають релігійні мотиви, наприклад «Мадонна з немовлям на троні» Людовіко Бреа (1494). «Соломія» Лукаса Кранаха представляє північноєвропейський Ренесанс. «Юпітер та Іо» Паріса Бордоне показує, що венеціанські художники в кінці XVI століття надихалися манерою великих майстрів (включаючи Мікеланджело).
Тут також є твори голландського і фламандського мистецтва XVII століття, які представлені «Лицарем із соколом» Рембрандта, роботами Пітера Пауля Рубенса та Якоба Йорданса. Колекція також містить картину «Співак» Гендріка Тербрюггена.

### Шведське мистецтво XVIII століття
У залі XVIII ст. панує подвійний портрет французької аристократичної пари та груповий портрет сім'ї Гріль роботи Олександра Росліна. Інші художники, представлені в колекції, — Густав Лундберг, Пер Краффт старший, Еліас Мартін і Карл Фредрік фон Бреда.

### Зал Рембрандта

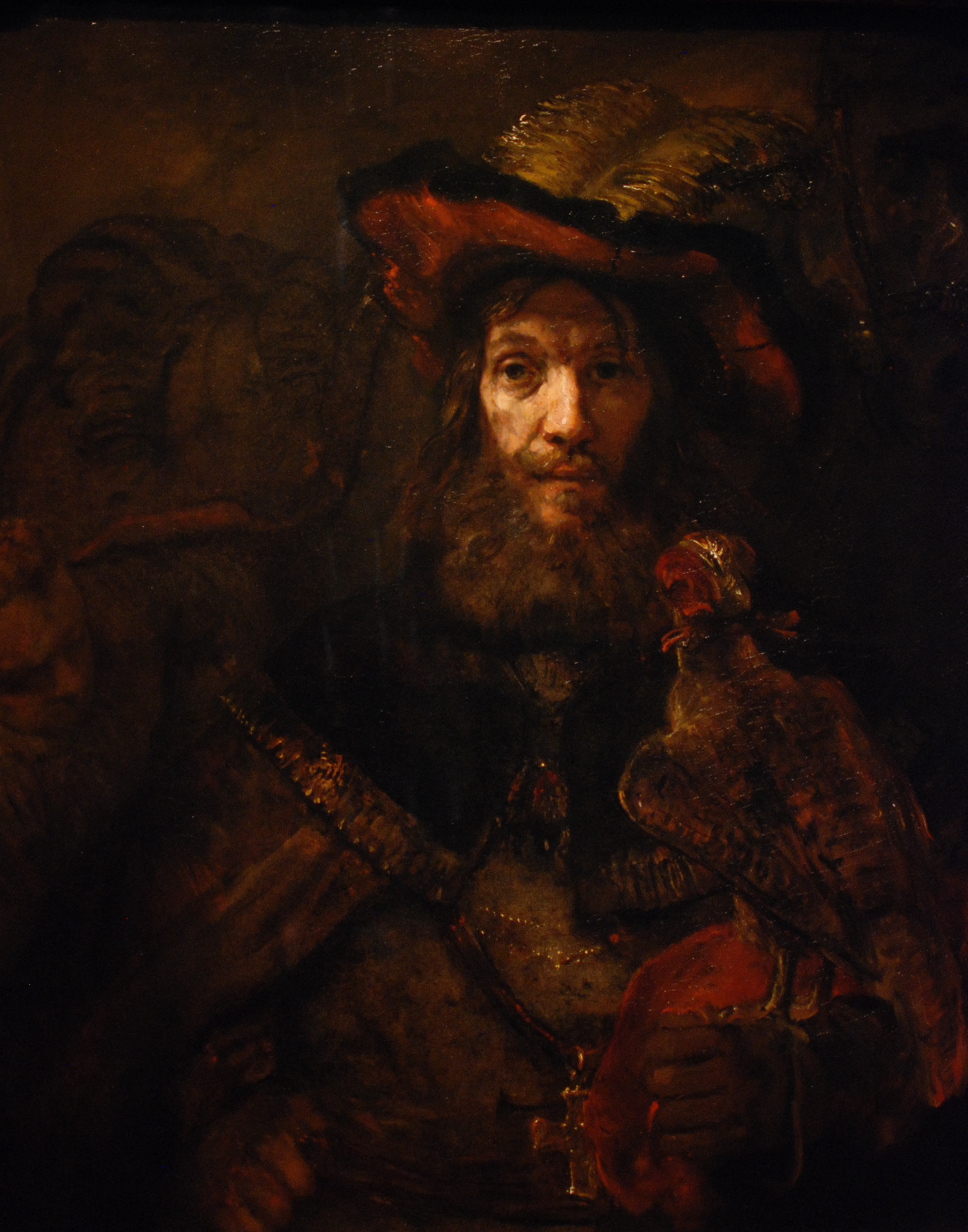
Рембрандт, «Лицар із соколом»

У залі Рембрандта знаходиться картина «Лицар із соколом», яка є одним з найбільш значних пізніх творів Рембрандта, що датується приблизно 1661 роком. Крім картин школи Рембрандта в залі присутні роботи Антоніса ван Дейка, Юргена Овенса та натюрморти XVII ст.

### Скандинавське мистецтво XIX століття
Включає, крім іншого, картини «Рівність Карла XII» Густафа Улофа Цедерстрема, «Сім'я акробатів перед директором цирку» Нільса Форсберга. Так звана Дюссельдорфська художня школа, у якій шведські художники навчалися або періодично працювали в Дюссельдорфі в середині XIX століття, рясно представлена роботами, зокрема, Карла д'Ункера, Фердинанда Фагерліна, Югана Фредріка Ґеккерта, Августа Єрнберга, Маркуса Ларсона, Амалії Ліндегрен, Августа Мальмстрема, Софі Ріббінґ, Ґескеля Саломана і Кіліана Золлі. Ларсон також належить до романтичного напрямку, якому присвячений окремий зал. На додаток до значних робіт Маркуса Ларсона, тут представлений романтичний пейзажний живопис Педера Балки, Арнольда Бекліна, Нільса Бломмера, Карла Югана Фалькранца, Томаса Фернлі і Ганса Фредріка Ґуде.

### Французька колекція
У колекції представлені «Натюрморт із квітами та кошиком із фруктами» Марка Шагала, «Морський пейзаж» Поля Гогена, «Пілар і Солдіс» Клода Моне, а також картини «Сім'я акробата» Пабло Пікассо і «Оливкові дерева» Вінсента Ван Гога.

## Дивись також
Гетеборзький симфонічний оркестр
| Музей | Це незавершена стаття про музей. Ви можете допомогти проєкту, виправивши або дописавши її. |